# Oncophanes mexicanus
Oncophanes mexicanus är en stekelart som beskrevs av Muesebeck 1958. Oncophanes mexicanus ingår i släktet Oncophanes och familjen bracksteklar. Inga underarter finns listade i Catalogue of Life.